# 沙巴尔廷诺尔
沙巴尔廷诺尔是位于中国内蒙古自治区呼伦贝尔市鄂温克族自治旗锡尼河西苏木西北的一个湖泊。其位置约在东经119°03，北纬48°51′。湖面面积约1.2平方公里，该湖的主要沉积物为芒硝。沙巴尔廷诺尔在蒙古语中的意思是有泥湖。